# エフエム山陰

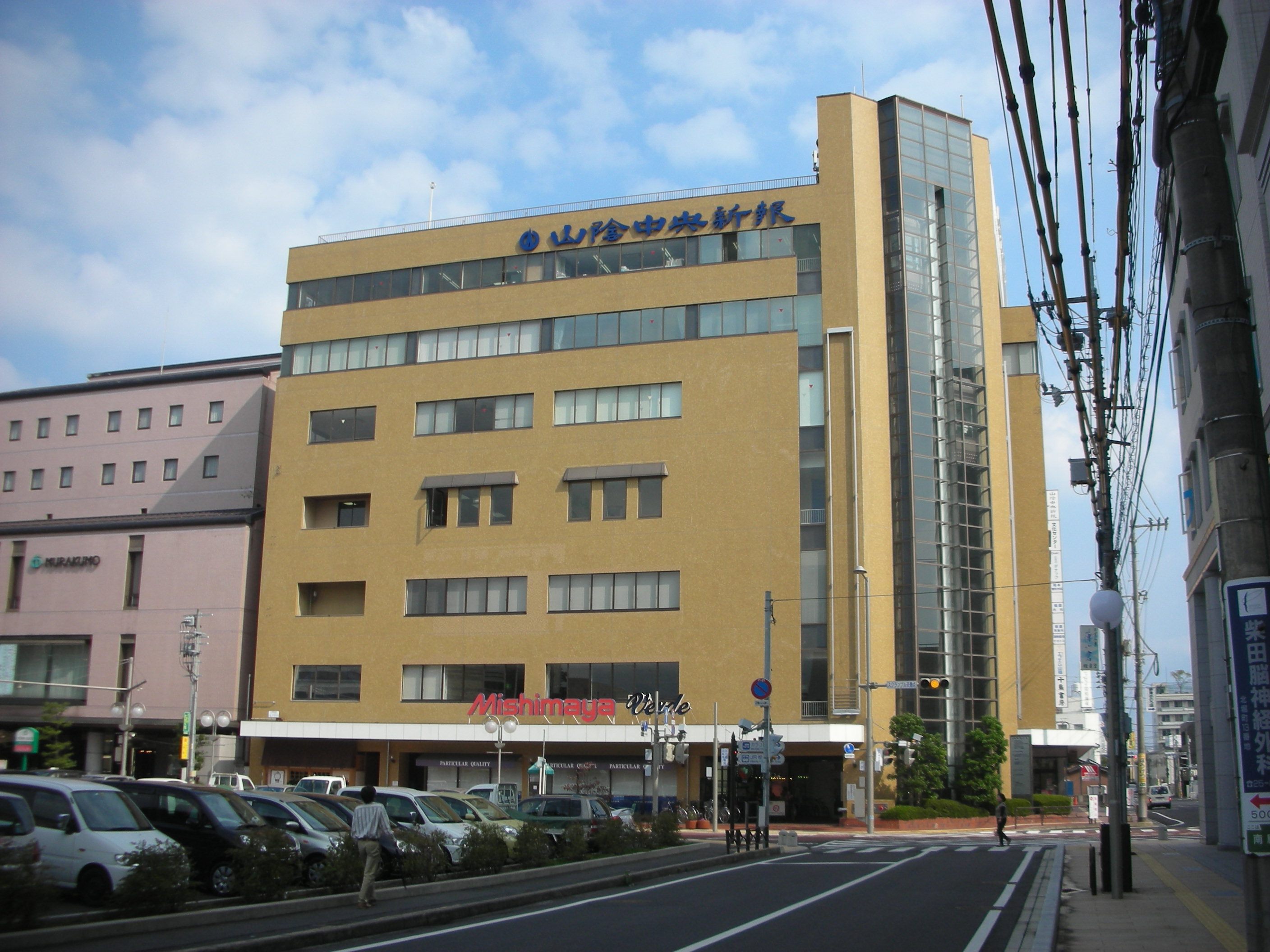
かつて本社が入居していた山陰中央ビル

株式会社エフエム山陰（エフエムさんいん、英: FM SAN-IN CO., LTD.、略称: FSK）は、島根県松江市に本社を置き、島根県と鳥取県（山陰地方）を放送対象地域とする超短波放送（FMラジオ放送）の特定地上基幹放送事業者である。
コールサインはJOVU-FM（松江 77.4MHz / 500W）で、愛称はそれにちなみ『V-air（ブイ・エアー）』。全国FM放送協議会（JFN）に加盟し、TOKYO FM系列に属している。当局含めたJFN系列38局はACジャパン（旧・公共広告機構）の正会員企業の一つである。
外国語放送であるMegaNet加盟局以外では、日本国内で2県に跨る放送を行っている唯一のFMラジオ局でもある。正確には総務省告示基幹放送用周波数使用計画の通り県域放送であり、つまり「準広域放送」ではなく「2県域放送」とするのが正しい。

## 事業所
本社・演奏所
- 島根県松江市学園南1丁目2番1号 島根県立産業交流会館西棟2階

鳥取支社
- 鳥取県鳥取市富安2丁目159番地  久本ビル3階

東京支社
- 東京都千代田区麹町一丁目8番地 JFNセンター7階

## 沿革
- 1982年（昭和57年）10月27日 - 山陰地区にFM民放の周波数が割り当てられる[3]。
- 1986年（昭和61年）10月1日 - 民放FM局として全国22番目に開局。全国FM放送協議会に加盟。同時に山陰中央新報本社ビルに入居。
  - 山陰放送、山陰中央テレビ、日本海テレビとほぼエリアは同じであるが、Kiss FM KOBEより開局が早かったこともあって、兵庫県美方郡新温泉町周辺でも直接受信やCATV経由で聴かれている。このエリアでは、Kiss FM KOBEがJFNに加盟するまではJFNの番組を聴く手段として広くその存在を知られていた。
  - 出資比率は鳥取島根両県でバランスよく配分され、当時の郵政省によるマスコミの集中排除の方針から、マスコミ各社の出資は個人名で行われた[4]。後述の1992年の出資比率に個人名が多いのはこのためである。
- 1991年（平成3年） - 開局5年を迎えたことに伴い、V-airの愛称制定。
- 1995年（平成7年） - 文字多重放送（見えるラジオ）開始。コールサインはJOVU-FCM。
- 2006年（平成18年） - 開局20周年を迎えたことに伴い、ジングルとロゴマークの変更を行う。
- 2011年（平成23年）
  - 1月26日 - LISMO WAVEによる配信を全国FM連合加盟各局と同時に開始（2019年（令和元年）9月30日をもって終了）。
  - 12月5日 - ドコデモFMによる配信をJFN加盟各局と同時に開始（2021年（令和3年）2月28日をもって終了）。
- 2014年（平成26年）3月31日 - 文字多重放送廃止。
- 2018年（平成30年）6月26日 - V-Low帯マルチメディア放送・インターネットラジオサービス「i-dio」にて中国・四国地方でのサイマル放送・配信を開始（2020年（令和2年）3月31日をもって終了）。
- 2020年（令和2年）
  - 2月10日 - 本社を山陰中央ビルから島根県立産業交流会館に移転、新スタジオからの放送を開始。2月28日から本格稼働した[5]。
  - 同時にロゴを変更し、コーポレートカラーも緑へと変更。コーポレートスローガンを「オープン・ラジオ・ステーション」に制定。テーマソングは東京スカパラダイスオーケストラ[注釈 5]「Come On!」。当日は15:00 - 15:55で『新スタジオから生放送 「東京スカパラダイスオーケストラ〜Come On!」』（東京スカパラダイスオーケストラ（加藤隆志、谷中敦、GAMO） / 水木彩也子）を生放送。
  - また、24日も13:30 - 15:55で『公開生放送新局舎からLIVEでお届け「オープン・ラジオ・ステーション エフエム山陰」』（若林瑞穂、高田リオン）を放送した[6]。
  - 4月1日 - 同日正午よりIPサイマルラジオ「radiko」通常版ならびに「radikoプレミアム・エリアフリー」（有料会員制、全国で聴取可能）共に全国配信を開始[7][8]。放送局記号は「FM-SANIN」。
- 2021年（令和3年）9月29日 - 鉢伏山の鳥取中継局が放送設備の更新・強化のため、移転新設と送信出力の変更（500Wから700Wへ増力）となった。このため、24日深夜（25日早朝）から28日深夜（29日早朝）は連日5時間の放送休止となった。このため、一部の地域で、周辺の建物の高層化や自然環境の変化などにより、受信環境の悪化や、新たに受信できる地域が増えるなどの受信環境の変化があげられており、FM山陰では、松江放送本局、用瀬中継局、智頭中継局の利用を促している[9]。

## 周波数・出力
空中線電力は、松江本社送信所より鳥取・浜田の各基幹中継所の方が大きい。
| 親局     | 周波数  | 空中線電力 | 備考         |
| -------- | ------- | ---------- | ------------ |
| 松江     | 77.4MHz | 500W       | 実質単独運用 |
| 中継局   | 周波数  | 空中線電力 | 備考         |
| 鳥取     | 78.8MHz | 700W       | 単独運用     |
| 浜田     | 86.6MHz | 1kW        |              |
| 大田     | 82.1MHz | 10W        |              |
| 邑智     | 80.7MHz | 100W       |              |
| 石見大和 | 86.9MHz | 3W         |              |
| 羽須美   | 87.3MHz | 1W         |              |
| 隠岐     | 82.7MHz | 100W       |              |
| 用瀬     | 77.2MHz | 100W       |              |
| 智頭     | 83.4MHz | 3W         |              |

## 資本構成
企業・団体の名称、個人の肩書は当時のもの。出典：

### 2015年3月31日
| 資本金      | 発行済株式総数 | 株主数 |
| ----------- | -------------- | ------ |
| 4億8000万円 | 8,000株        | 59     |

| 株主                             | 株式数 | 比率  |
| -------------------------------- | ------ | ----- |
| 日本海テレビジョン放送           | 800株  | 10.0% |
| 山陰中央テレビジョン放送         | 800株  | 10.0% |
| 山陰中央新報社                   | 672株  | 08.4% |
| ジャパンエフエムネットワーク     | 640株  | 08.0% |
| フジ・メディア・ホールディングス | 640株  | 08.0% |
| 新日本海新聞社                   | 624株  | 07.8% |
| 読売新聞大阪本社                 | 616株  | 07.7% |
| 山陰合同銀行                     | 400株  | 05.0% |
| 中国電力                         | 320株  | 04.0% |
| 日本経済新聞社                   | 264株  | 03.3% |

## 主な自社制作番組
2025年7月時点。
全体の番組状況は番組表を、自社制作番組については番組情報をそれぞれ参照。
| 番組名                                       | 放送   | 放送日時                      | 再放送                                         | パーソナリティ    | Audde  |
| -------------------------------------------- | ------ | ----------------------------- | ---------------------------------------------- | ----------------- | ------ |
| SUN-IN MORNING                               | 生放送 | 平日 7:30 ~ 8:00、8:20 - 9:00 |                                                | 比和谷恭子 / ACHI |        |
| 髙田りおんのGO-! EVENING!                    | 生放送 | 月～木曜 17:20 ~ 18:30        | 髙田りおん                                     | （有）            |        |
| HEARTFUL DAYS                                | 収録   | 月曜日 18:30 - 18:55          | 入れ替わり                                     | （有）            |        |
| homme 耳の肴                                 | 収録   | 火曜日 18:30 ~ 18:55          | 日曜日 24:35 - 25:00                           | homme             | （有） |
| 中尾真亜理の月刊FMお嬢                       | 生放送 | 毎月最終火曜 21:00 ~ 22:00    |                                                | 中尾真亜理        |        |
| v-airあまばん                                | 収録   | 水曜日 18:30 ~ 18:35          |                                                |                   |        |
| V-air スポーツウィークリー CHEER UP山陰!     | 収録   | 木曜日 18:30 - 18:55          | 井上幸太                                       |                   |        |
| 田村奏のBe Lucky!                            | 生放送 | 金曜日 10:00 - 11:00          | 田村奏                                         | （有）            |        |
| 奏の四畳半“音楽”大系 （「Be Lucky!」内）     | 生放送 | 金曜日 10:14 - 10:20          | 田村奏                                         | （有）            |        |
| 防災なるほど発見伝 （「Be Lucky!」内）       | 生放送 | 金曜日 10:20 - 10:25          |                                                |                   |        |
| 板花とーやのFRIDAY×FRIDAY                    | 生放送 | 金曜日 13:30 - 18:00          | 板花とーや 【14時台】秋山紘希 【15時台】ほりピ |                   |        |
| 秋山すゝめ （「FRIDAY×FRIDAY」内）           | 生放送 | 金曜日 14:40 - 14:55          | 秋山紘希                                       |                   |        |
| ふるさとステーション （「FRIDAY×FRIDAY」内） | 収録   | 金曜日 16:07 - 16:22          |                                                | （有）            |        |
| おがっちのレトロ本舗                         | 生放送 | 金曜日 18:00 - 19:00          | おがっち 安来のおじ                            | （有）            |        |
| 日向坂46 平尾帆夏のひら砲らじお              | 収録   | 土曜日 8:30 - 8:45            | 平尾帆夏（日向坂46）                           |                   |        |
| Omoinotakeのあだーんプラス                   | 収録   | 最終土曜日 9:30 - 9:55        | Omoinotake 板花とーや                          |                   |        |
| 浜田真理子のご機嫌さんで。                   | 収録   | 土曜日 11:00 - 11:30          | 浜田真理子                                     |                   |        |
| 山陰いいもの探県隊                           | 収録   | 土曜日 11:30 - 12:00          |                                                |                   |        |
| MONGOL800サッシのFor Life                    | 収録   | 土曜日 11:30 - 12:00          | 髙里悟 （MONGOL800） 髙田りおん                |                   |        |
| きんさい石見                                 | 収録   | 最終土曜日 18:00 - 18:55      | 田村 奏                                        | （有）            |        |

帯番組
- ニュース番組
  - 読売新聞ニュース（平日午前1回・全国ニュース・日本海テレビが協力） - 『SUN-IN MORNING』に内包
  - 日本経済新聞経済ニュース（平日午後夕方1回・経済関連の全国ニュース）
  - 日本海新聞ニュース（平日午後日中1回・鳥取県のニュース）
  - 山陰中央新報ニュース（平日午後夕方1回・島根県のニュース） - 金曜は『ゆーきのゴーイブFRIDAY!』に内包

2022年8月までは、上記以外の定時ニュースにおけるJFNニュースの差し替えタイトルとして『V-airニュース』の名義が使用された（土曜・日曜は全時間帯でこの名義を使用）が、2022年9月よりJFNニュースのタイトルをそのまま使用するようになった。
- V-air ツキ押し JP / V-air ツキ押し WP - FM山陰におけるパワープレイ枠。土曜・日曜を含めて随時放送。

その他
- V-air あまばん（水曜 18:30 - 18:55、2006年10月 - 、スポンサー名を冠する場合もある） - パーソナリティ：高田リオン
  - 毎年10月 - 3月に開催される同名イベントを収録したものを放送。2013 - 2014年に開催された第8回大会ではOfficial髭男dismがグランプリを受賞した。
  - 2021年10月 - 2022年3月のseason16までは稲田茂がパーソナリティで、日曜 18:00 - 18:30の放送だった。2022年10月からのseason17からパーソナリティ及び放送時間が現在の体制となっている。
- V-air Sound Special（番組タイトルやライブイベントなどで使用）

### 放送終了した番組
平日午前
- FMモーニングワイド Wake-up-San-in（月曜 - 金曜 7:00 - 9:00）
- FMモーニングワイド Step-in-San-in（月曜 - 金曜 9:00 - 11:00）
- 朝のレトロスープ（月曜 - 金曜 7:30 - 7:40） - パーソナリティ：小片悦子
- V-air朝ピタ!〜START ME UP（月曜 - 金曜 7:30 - 9:30） - 2011年3月まで。パーソナリティ：稲田茂、益村千代
- デイリーアンサンブル → サニーサイド・アップ（月曜 - 金曜 7:40 - 7:50） - 2016年3月まで。TOKYO FM発『中西哲生のクロノス』に内包（『クロノス』としては8:10までの放送）。パーソナリティ：山岡ゆり子
- フレッシュ・アップ・トゥデイ!（月曜 - 金曜 8:25 - 10:20） - パーソナリティ：益村千代（月曜 - 木曜） / 加藤さゆり（金曜）
- ライフインスポーツ
- ちぇけら♪（月曜 - 木曜 10:30 - 11:00） - パーソナリティ：大坂愛 → 真咲郁 → 大坂愛 → おがっち → 寺本木綿香、おがっち → 大坂愛、おがっち

平日午後
- FM山陰サンシャイン・ストリート
- 〜V-tunes gate〜MIRACLE P.M.（月曜 - 木曜 15:00 - 19:00 / 金曜 13:30 - 19:00） - パーソナリティ：今岡弘義、益村千代（月曜・水曜） / 小片悦子、南さやか（火曜・木曜） / 加藤さゆり、角秀一（金曜）
- V-air EVENING RADIO SHOW PLEASURE×PLEASURE（プレ×プレ）（1999年4月1日 - 2004年9月30日） - パーソナリティ：甲斐田貴之
- V-airイブニングライブ ザ・ミュージックレディオ"Mラジ"（2004年10月4日 - 2006年3月30日） - パーソナリティ：藤井良一（月曜・火曜） / 道脇由佳（水曜・木曜） → 藤井良一（月曜・火曜） / 今岡弘義（水曜・木曜） → 今岡弘義（月曜 - 水曜） / 南さやか（木曜） → 稲田茂（月曜 - 木曜）
- evening Navigator e-Na（月曜 - 木曜 17:15 - 18:55） - パーソナリティ：今岡弘義（月曜・火曜） / 稲田茂（水曜・木曜）
- ガッツdaレディオ!（月曜 - 水曜 16:00 - 18:55 / 木曜 16:00 - 18:25）
- MUSIC for TOMORROW（月曜 - 木曜 18:00 - 18:55、2016年4月 - 2017年3月） - 開局30周年記念番組。
- MUSIC for TOMORROW neo（月曜 - 水曜 18:00 - 18:55、2017年4月 - 2018年6月） - 2017年10月までは木曜にも放送。
- 伊藤誠の思い出を紡ごう!（水曜 14:20 - 14:30 伊藤誠、角秀一 Seasoning -season your life with music-内包）
- gingerの疲れたなら甘えればいいのに（水曜 18:30 - 18:55、2020年4月1日 - 2022年1月26日）
- イオンモール日吉津プレゼンツ ミュージック・ブルーバード（木曜 18:30 - 18:55） - パーソナリティ：ゆーき
- SAN-IN MUSIC FILE（水曜 18:30 - 18:55、2019年10月5日 - 2022年9月28日） - 2022年3月26日までは土曜 11:30 - 11:55に放送、パーソナリティ：高田リオン

金曜日
- ぷれぜんGOLD（金曜 8:30 - 11:00、稲田茂） - 他の曜日は『OH! HAPPY MORNING』[要説明]。
- ヒット・ホット・フライデー!
- Duoマガ（金曜 12:00 - 12:50） - パーソナリティ：稲田茂、那須ひとみ
- ミュージックアパートメント パピヨン（金曜 13:30 - 18:55） - パーソナリティ：今岡弘義、南さやか
- FM探偵局（金曜 15:00 - 16:25） - 2014年4月に放送時間を縮小。2017年3月まで放送。
  - 『〜俺たちに明日はあるのか!![要検証 – ノート]〜』時代のパーソナリティ：角秀一、影山さゆり → 角秀一、荒木まどか、松島彩
  - 『〜ロード・トゥ・アルカディア〜』時代のパーソナリティ：淡路祐介、松島彩 → 淡路祐介、朝日山裕子
- ルッキングアップ・フライデー（金曜 17:00 - 17:25） - パーソナリティ：多久和優美
- 〜メリー・メール・レディオ〜ジャック&クイーン（2005年9月30日終了） - パーソナリティ：中尾こうじ、船津ゆうこ → 角秀一、船津ゆうこ → 角秀一、古賀里枝
- V-airサウンドスペシャル・フライデー・カウントダウン・ヒッツ!〜フラカンHITS!!〜（2005年9月30日終了） - パーソナリティ：稲田茂、金盛つかさ → 稲田茂、益村千代
- GETUP!! WEEKEND!!（毎週金曜13:00 - 16:25） - 2011年3月まで。パーソナリティ：角秀一、Miki、ゆうみ
- DECOラジ（金曜 20:00 - 21:55） - 2011年3月まで。
- ちぇけら♪FRIDAY♪（金曜 15:00 - 16:25、2017年4月 - 2019年3月） - パーソナリティ：大坂愛、野口怜音、ゆーき

土曜日〜
- HYUNDAI オーナーズグラフィティ（土曜 12:30 - 12:55） - 2011年3月まで。
- The Radio Days（土曜 18:00 - 18:30） - 2011年3月まで。パーソナリティ：角秀一
- しまね! GO! LAND!!（土曜 9:00 - 9:55）
- うたものがたり（土曜 11:00 - 11:55） - パーソナリティ：奈都子
- 六子のM-Street（土曜 11:00 - 11:50） - パーソナリティ：六子
- カノンのSOUND PORTRAIT（土曜 8:30 - 8:45） - パーソナリティ：カノン

日曜日
- 鳥取銀行Presents「ありがとう」（日曜 14:55 - 15:00） - パーソナリティ：中田美香
- 編集会議（日曜 0:30 - 0:45）
- GLASSES VALLEY 「flame」（最終日曜 19:00 - 19:30） - パーソナリティ：三須恒二 (GLASSES VALLEY)
- V-air ミュージックセレクション（最終日曜 19:30 - 19:55） - パーソナリティ：角秀一
- POPSENSE!（日曜 18:00 - 18:25） - パーソナリティ：淡路祐介

その他
- Step in San-in
- おしゃべりサロン
- 電リク・パッション・ライン
- CD Transpoet

## アナウンサー

### 現職
- 田村奏
- 板花とーや
- 加藤さゆり
- 高田リオン（番組ディレクター兼務、シンガーソングライターとしても活動中）

### パーソナリティー
- 小片悦子（おがっち、現在も同局で番組を担当）
- 安来のおじ（ノグチアツシ名義でも活動）
- 浜田真理子
- 佐藤夕子
- ACHI
- ゆーき（日本海テレビ『おびわんっ!』でも活動）
- 水木彩也子（俳優、2019年から数年間島根のローカルタレントとして活動した）
- 秋山紘希（ロックユニット「Homme」のボーカル担当）
- MC-WAZEN
- Ginger (バンド)

### 元アナウンサー
- 甲斐田貴之（1999年 - 2004年、現在は地元福岡県の天神エフエム、FM福岡・FM長崎（どちらもJFN系列）で活動）
- 庄司正樹（入社前は平和島競艇場の実況アナ）
- 福島有紀
- 岡田理恵子
- 武田志乃（2006年退社、現在は地元民放テレビでリポーター）
- 今岡弘義
- 益村千代
- 南さやか
- 淡路祐介
- 杉原美穂
- 若林瑞穂
- 角秀一
- 稲田茂（1990年 - 2023年）
- 大坂愛（2009年 - 2023年）